# エンプレサリオ
エンプレサリオ（empresario, スペイン語で管理者）とは、初期のテキサスの入植地で、メキシコの土地に新しい入植者を募集してその責任を負うことと引き換えに、メキシコの土地に居住する権利を譲渡されていた個人を指す。
メキシコ領地へのアメリカの拡大を食い止めるため、そして人口のまばらな北部の地域を開拓するための両方の努力の一部として、19世紀初頭にメキシコ政府は植民地化の作戦に着手した。
1823年のメキシコでの革命より前に、かつてのスペイン帝国の法律は、エンプレサリオ、もしくは土地の管理者の契約を求めていて、彼らは領地の開拓を奨励する見返りにスペインまたはメキシコ政府から払い下げ地を譲り受けた。払い下げ地の入植者たちは、スペインの臣民（後にはメキシコの公民）になることに同意し、スペインに忠誠を誓ってカトリック信者になった。もっとも成功したエンプレサリオにはスティーブン・オースティン（モーゼス・オースティンの息子）やグリーン・デウィット、ヘイデン・ハリソン・エドワーズがいて、特にオースティンはアメリカ合衆国の土地の値段の15分の1に匹敵する、土地1エーカーにつきおよそ12セントの値段でアメリカ人入植者に土地を売り、多くの人から「テキサスの父」と見なされた。
メキシコからの独立を勝ち得た後も、新しいテキサス共和国はその独自の形でエンプレサリオ制度を継続し、フランス外交官のアンリ・カストロや奴隷制撤廃論者のチャールズ・フェントン・マーサー、その他大勢に土地を供与した。